# Nyctibatrachidae
Nyctibatrachidae är en familj av groddjur som ingår i ordningen stjärtlösa groddjur (Anura). Enligt Amphibian Species of the World omfattar familjen Nyctibatrachidae 29 arter. 
Tillhörande arter förekommer i bergstrakten Västra Ghats i Indien och i Sri Lanka.
Släkten enligt Catalogue of Life:
- Lankanectes, 1 art.
- Nyctibatrachus, 28 arter.